# Beast Loose in Paradise
«Beast Loose In Paradise» es un sencillo de Lordi, creado para la película Dark Floors, para los créditos finales. El sencillo fue lanzado en formato digital en la víspera de Navidad 24 de diciembre de 2007 y en CD el 9 de enero de 2008. La canción fue una pista adicional del disco Deadache en la versión japonesa.
La canción del sencillo tiene dos versiones. La única diferencia entre las versiones de Dark Floors es que una versión es más larga en la introducción. La portada del sencillo está basada en el álbum Creatures of the Night de Kiss.

## Lista de canciones
1. «Beast Loose In Paradise» (Radio Edit) (3:09)
2. «Beast Loose In Paradise» (Versión de la película) (3:33)

## Créditos
- Mr. Lordi (Vocal)
- Amen (Guitarra)
- OX (Bajo)
- Kita (Batería)
- Awa (Piano)

## Rendimiento
| Año  | Conteo | Semana | Posición |
| ---- | ------ | ------ | -------- |
| 2008 | Top20  | 3      | 3        |
| 2008 | Top20  | 4      | 12       |